# Apistus
Apistus is een monotypisch geslacht van straalvinnige vissen uit de familie van schorpioenvissen (Apistidae).

## Soort
- Apistus carinatus (Bloch & Schneider, 1801)